# 南阳镇 (上杭县)
南阳镇是中国福建省龙岩市上杭县下辖的一个镇。

## 行政区划
南阳镇共辖20个行政村，分别是：
双溪村、射山村、豪东村、矶头村、下车村、马洋洞村、涂坑村、南坑村、南阳村、官余村、新联村、罗坊村、黄坑村、茶溪村、联义村、朱斜村、日新村、香塔村、南岭村、联山村。
教育方面：该镇现有两所中学，分别为南阳中学和龙田中学。龙田中学包括初中部和高中部，南阳中学的高中部已经撤销。以前基本每个村子都有小学，现在因为生源减少，已经有部分合并，教学质量不高。
交通方面：距连城机场大约80公里，据上杭火车站大约30公里，现有龙长高速和永武高速两条高速公路穿过，其中龙长高速穿过了香塔村，南岭村等。永武高速穿过双溪，射山，马洋洞和豪东四村。有205国道在南阳中部由北向南穿过，交通便利。
历史人物：1.陈丕显：陈丕显同志出生于南阳镇官余村，曾在龙田书院就读，后跟随毛泽东参加革命。经历过红军长征。在60年代饥荒时曾回家乡开仓放粮救济饥民，因所开仓库为战备仓，后被同乡告发，官降三级，再未回到家乡。陈还为南阳捐建龙田中学（有原龙田书院改造）2.黄伟华：军衔至少将3.罗化成：革命英雄，参与南阳的解放。
南阳镇下辖以下地区：
双溪村、射山村、豪东村、矶头村、下车村、马洋洞村、涂坑村、南坑村、南阳村、官余村、新联村、罗坊村、黄坑村、茶溪村、联义村、朱斜村、日新村、香塔村、南岭村和联山村。